# أندريا فرازير
أندريا فرازير (بالإنجليزية: Andrea Fraser)‏ هي فنانة أمريكية، ولدت في 1965 في بيلينغز في الولايات المتحدة.

## وصلات خارجية
- أندريا فرازير على موقع ميوزك برينز (الإنجليزية)